# Tossal de la Cabana dels Caçadors
El Tossal de la Cabana dels Caçadors és una muntanya de 1.943 metres que es troba en el terme municipal d'Alt Àneu, a la comarca del Pallars Sobirà.
Antigament marcava la separació entre els antics termes de Son i València d'Àneu.